# Pixlet
Pixlet это видеокодек созданный Apple и основанный на вейвлетах, спроектированный для воспроизведения фильмов в высоком разрешении на низких DV битрейтах. Согласно Apple’s, он обеспечивает коэффициент сжатия 20-25:1. Как и в DV, межкадровое сжатие не используется, поэтому кодек подходит для задач предпросмотра при продакшене и создании спецэффектов. Спроектирован как кодек для нелинейного видеомонтажа, а значит, плохо подходит для вещания из-за низкого битрейта.
Был представлен Стивом Джобсом на Worldwide Developers Conference 2003 года. По его словам, кодек разработан по запросу анимационной студии Pixar.
Требуется Power Macintosh с как минимум 1 GHz PowerPC G4 процессором для воспроизведения в реальном времени видео с разрешением 540p.
Несмотря на то, что Pixlet является частью кроссплатформенного QuickTime, он доступен только на Macs под управлением Mac OS X v10.3 и выше.